# うちの妻ってどうでしょう?
『うちの妻ってどうでしょう?』は福満しげゆきによる日本の漫画作品。2007年4月17日号から2015年4月7日号まで『漫画アクション』（双葉社）にて連載された。
2010年、第14回文化庁メディア芸術祭マンガ部門奨励賞を受賞。

## 作風
作者自身をモデルとした「僕」を主人公とするエッセイ漫画。ネタは大きく二種類、「妻」の日常を描いた通称「妻パート」と、「僕」の世間に対する鬱屈した意見を描く「愚痴パート」に分けられる。
1ページが縦4コマ×横2コマの計8コマの4コマ漫画風のページ割りだが、4コマ以上話が続いたり（数ページに渡ることも）、1コマで終わるネタもあり、変則的な構成である。各話の終わりには最終コマの左端に「○○（タイトル）…終わり」と書かれる。

## 主な登場人物
声はドラマCDのもの。
「僕」　
声 - 下野紘
小心者の漫画家。争いは好まず控えめな性格だが、苛立ちのあまり妻に怒鳴ってしまう時もある。コネを持つ芸能人やカップルに異常なまでの執着心をもって敵対視する。
「妻」
声 - 今井麻美
「僕」の妻。九州出身のため、時々九州弁が出る。日頃は明るく大らかな性格だが、気の強いところもあり、怒ると恐い。
「長男」
「僕」と「妻」の間に生まれた子供で第66話から登場。登場当初は全身をベタで塗りつぶされた表現をされていた（衣服等身に付けている物はちゃんと描かれていた）が、これは同時期に連載していた『僕の小規模な生活』で赤ん坊（の顔）を先に登場させるための措置で、その後は普通に描かれている。
「次男」
「僕」と「妻」の間に生まれた子供で、第129話から登場。
「K澤さん」
声 - 浅沼晋太郎
本作の担当編集者。「僕」とその家族以外では最も多く登場する人物。終盤、作者との関係が悪化した描写があり、最終回寸前に雑誌のハシラにはK澤さんが「2年も会っていない」と書いている。

## 単行本
- 福満しげゆき『うちの妻ってどうでしょう?』 双葉社〈アクションコミックス〉、全7巻
  1. 2008年5月28日第1刷発行（同日発売）、ISBN 978-4-575-94160-9
  2. 2009年6月27日第1刷発行（同日発売）、ISBN 978-4-575-94233-0
  3. 2010年8月28日第1刷発行（同日発売）、ISBN 978-4-575-94293-4
  4. 2011年10月28日第1刷発行（同日発売）、ISBN 978-4-575-94333-7
  5. 2012年12月27日第1刷発行（同日発売）、ISBN 978-4-575-94372-6
  6. 2014年2月28日第1刷発行（同日発売）、ISBN 978-4-575-94405-1
  7. 2015年5月28日第1刷発行（同日発売）、ISBN 978-457-594447-1